# Giornata internazionale in ricordo delle vittime delle schiavitù e della tratta transatlantica degli schiavi
Giornata internazionale in ricordo delle vittime delle schiavitù e della tratta transatlantica degli schiavi istituito nel 2007 dalle Nazioni Unite, si celebra il 25 marzo di ogni anno.
La giornata onora e ricorda coloro che hanno sofferto e sono morti a causa del commercio transatlantico degli schiavi, che è stato definito "la peggiore violazione dei diritti umani nella storia", in cui oltre 400 anni più di 15 milioni di uomini, donne e bambini erano vittime.